# Ludwig-Biermann-Förderpreis
Die Ludwig-Biermann-Förderpreis wird von der Astronomischen Gesellschaft jedes Jahr an einen Nachwuchsastronomen vergeben. Er ist nach dem Physiker Ludwig Biermann benannt.

## Preisträger
- 1989: Norbert Langer, Göttingen
- 1990: Reinhard W. Hanuschik, Bochum
- 1992: Joachim Puls, München
- 1993: Andreas Burkert, Garching
- 1994: Christoph W. Keller, Tucson
- 1995: Karl Mannheim, Göttingen
- 1996: Eva Grebel, Würzburg und Matthias Bartelmann, Garching
- 1997: Ralf Napiwotzki, Bamberg
- 1998: Ralph Neuhäuser, Garching
- 1999: Markus Kissler-Patig, Garching
- 2000: Heino Falcke, Bonn
- 2001: Stefanie Komossa, Garching
- 2002: Ralf Klessen, Potsdam
- 2003: Luis R. Bellot Rubio, Freiburg im Breisgau
- 2004: Falk Herwig, Los Alamos
- 2005: Philipp Richter, Bonn
- 2007: Henrik Beuther, Heidelberg und Ansgar Reiners, Göttingen
- 2008: Andreas Koch, Los Angeles
- 2009: Anna Frebel, Cambridge und Sonja Schuh, Göttingen
- 2010: Maryam Modjaz, Berkeley
- 2011: Thorsten Lisker, Heidelberg
- 2012: Cecilia Scannapieco, Potsdam
- 2013: Frank Bigiel, Heidelberg
- 2014: Stephan Geier, Garching
- 2015: Ivan Minchev, Potsdam
- 2016: Karin Lind, Heidelberg
- 2017: Diederik Kruijssen, Heidelberg
- 2018: Else Starkenburg, Potsdam
- 2019: Eduardo Bañados, Heidelberg
- 2020: Paola Pinilla, Heidelberg
- 2021: Fabian Schneider, Heidelberg
- 2022: Thomas Siegert, Würzburg
- 2023: Dominika Wylezalek, Heidelberg
- 2024: Matthias Kluge, Garching
- 2025: Anna-Christina Eilers, Cambridge[1]